# 石洞子沟街道
石洞子沟街道，是中华人民共和国河北省承德市双桥区下辖的一个乡镇级行政单位。

## 行政区划
石洞子沟街道下辖以下地区：
温家沟社区、广电路社区、塔沟社区、忠义庙社区、石洞子沟社区、富家沟社区、翠桥社区、永安街社区、附属医院社区和白云社区。